# Juan Sánchez-Navarro
Juan Sánchez-Navarro y Peón (Ciudad de México, 24 de abril de 1913 -  Ibídem, 12 de febrero de 2006) fue un empresario y hombre de negocios mexicano, maestro universitario, ideólogo del sector empresarial y fundador de numerosos organismos patronales de México

## Biografía
Juan Sánchez Navarro fue hijo del general zapatista Carlos Sánchez Navarro y Martínez de la Torre, originario de Coahuila, y de su esposa Guadalupe Peón y Laporte, nacida en Yucatán, miembro de una familia de rancio abolengo y filiación porfirista. Fue descendiente de una de las familias más adineradas de México, que en su momento llegó a poseer el latifundio más extenso de América Latina, ubicado en parte de los actuales estados de Durango, Coahuila y Texas, mismo que les fue expropiado en 1867, tras la caída del imperio de Maximiliano, lo que lo hizo ser al mismo tiempo descendiente de una familia que había pasado épocas de carencias económicas, en gran parte consecuencia de las luchas entre conservadores y liberales en el siglo XIX. Contrajo matrimonio con María Teresa Redo y Vidal-Soler, con quien tuvo siete hijos. Tuvieron 21 nietos y 4 bisnietos. 
Hasta el momento de su fallecimiento se desempeñó como vicepresidente de Grupo Modelo, sin embargo su carrera profesional comenzó dentro del departamento de Publicidad de la Cervecería Cuauhtémoc. Destacó por ser uno de los pioneros en el campo de la publicidad en México.
Estudió las licenciaturas de Filosofía y Derecho en la Universidad Nacional Autónoma de México, donde fue elegido presidente de la Sociedad de Alumnos de ambas carreras, fue un destacado líder estudiantil en el movimiento universitario de 1933 y secretario de Antonio Caso. Hizo estudios de ambas disciplinas en Francia y en España, donde tuvo clases con José Ortega y Gasset. le tocó la guerra civil. Capturado por los republicanos, se fingió su partidario, sin serlo. De regreso a México, fue editorialista en el Novedades de Rafael Herrerías y como jefe de redacción de la revista Lectura, fundada por Agustín Arroyo Ch. en 1939 fue miembro fundador del Partido Acción Nacional junto con Manuel Gómez Morín y Efraín González Luna. Su responsabilidad empresarial le hizo alejarse de la gestión directa del partido, aunque siempre coincidió en sus posturas políticas. En 1979 fue nombrado Presidente del Club de Industriales de México, sustituyendo al destacado empresario Arturo Gutiérrez-Zamora Tejeda. Fue fundador de los siguientes organismos empresariales mexicanos e internacionales:
- Consejo Mexicano de Hombres de Negocios
- Consejo Empresarial Mexicano para Asuntos Internacionales
- Consejo Coordinador Empresarial
- Cámara Nacional de la Industria de la Transformación
- Centro de Estudios Económicos del Sector Privado
- Comité de Hombres de Negocios Mexicano-Español
- Cámara Mexicano-Argentina de Comercio

Entre otras.

## Condecoraciones
- Oficial de la Legión de Honor. Francia.
- Caballero gran cruz de la Orden de Isabel la Católica. España.
- Cruz de la Orden de Mérito de la República Federal de Alemania. Alemania.
- Doctorado honoris causa por la Universidad Autónoma de Guadalajara. México.

## Obras publicadas
- Los orígenes de la idea de justicia.
- El concepto cristiano de la propiedad.
- La cuestión del salario justo.
- Principios básicos para el sano desarrollo económico.
- El empresariado mexicano en el desarrollo económico.
- Conceptos fundamentales del Derecho: Ensayo histórico y filosófico de la propiedad.
- La doma mexicana. El arte de arrendar un caballo criollo.